# أبو بكر البغدادي
إبراهيم عواد إبراهيم علي البدري، واسم شهرته أبُو بَكرٍ البَغدَادِي (28 حزيران/يونيو 1971 - 26 تشرين الأول/أكتوبر 2019) كان أمير تنظيم «دولة العراق الإسلامية» خلفًا لأبي عمر البغدادي، قام بإعلان الوحدة بين تلك الجماعات -«دولة العراق الإسلامية»- المسلحة ومنظمة جبهة نصرة أهل الشام في سوريا تحت اسم الدولة الإسلامية في العراق والشام (داعش)، صدر بعدها تسجيل رد على هذا الإعلان من خلال أمير جبهة النصرة (أبو محمد الجولاني) وقد جاء بعدم تأييد هذا الإعلان. بعد سلسلة من العمليات أعلنت وزارة الخارجية الأمريكية في 4 أكتوبر 2011 أن أبا بكر البغدادي يعتبر إرهابيًا عالميًا. وأعلنت عن مكافأة قدرها 10 ملايين دولار لمن يُدلي بمعلومات تؤدي إلى القبض عليه أو قتله، وفي 16 ديسمبر 2016، زادت الولايات المتحدة المكافأة إلى 25 مليون دولار.
في 29 يونيو 2014، أعلن تنظيم الدولة الإسلامية في العراق والشام قيام «الخلافة الإسلامية»، وتم تنصيب أبي بكر البغدادي خليفة المسلمين، وسيطر التنظيم على مدن كثيرة في العراق وسوريا وهم الموصل والرقة وتكريت ونينوي والرمادي وكوباني ودير الزور وحمص وحماة والحسكة وتل أبيض وبعدها قامت جماعات إرهابية بتقديم البيعة على السمع والطاعة للبغدادي، ومنها جماعة أنصار بيت المقدس في سيناء وغيرت اسمها ل«ولاية سيناء» ومجلس شورى شباب الإسلام في ليبيا وغيرت اسمها ل"ولاية ليبيا" وجماعة بوكو حرام في نيجيريا وغيرت اسمها ل«ولاية غرب أفريقية» وسعت تلك الجماعات للتمدد والسيطرة علي المدن والقرى بدعم عسكري ومادي واللوجيستي من الدولة الإسلامية في العراق والشام. لاحقا في سبتمبر 2014 تم تشكيل تحالف عسكري دولي يضم 85 دولة ومنظمة بقيادة الولايات المتحدة للقضاء علي التنظيم بعد أن سيطر علي مدن وأراضي شاسعة في العراق وسوريا وليبيا وتحول لدولة.، وذكر تقرير صادر يوم 1 مايو 2015 من صحيفة الغارديان البريطانية بأن البغدادي تمت إصابته في العمود الفقري إثر غارة أمريكية مما أدى إلى شلله. وقد ورد اسمه في قائمة العشرة من أخطر القادة في الجماعات الإرهابية.
وفي 11 أكتوبر 2015، وجهت طائرة تابعة للقوة الجوية العراقية ضربة لمكان في منطقة الكرابلة اجتمع فيه أبو بكر البغدادي مع قياداته، ويعتقد مقتل الكثير من الحماية الشخصية لأبي بكر البغدادي وبعض من القيادات الكبار، وقيل حينئِذٍ أن أبا بكر البغدادي لا يُعرَف مصيره، بينما صدر له تسجيل صوتي بعد ذلك في 27 ديسمبر 2015.
في 26 أكتوبر 2019، قيل إن البغدادي قُتل بعد غارة شنتها الولايات المتحدة في عملية خاصة في محافظة إدلب شمال غرب سوريا. وافق الرئيس دونالد ترامب على المهمة السرية قبل أسبوع من حدوثها، وفي يوم 31 أكتوبر 2019 أعلن تنظيم الدولة الإسلامية مقتل البغدادي وعين أبو إبراهيم الهاشمي القرشي خليفة للمسلمين خلفاً للبغدادي.

## نسبه
ينحدر البغدادي من عشيرة "البو بدري"، التي تضم حوالي 10 آلاف شخص وتُعتبر أحد العشائر الرئيسية في سامراء. حيث يرجع نسب آل البدري (أحفاد بن عرموش) إلى الإمام علي بن أبي طالب.
هو إبراهيم بن عواد بن إبراهيم بن علي بن عيد بن مصطفى بن حسن بن عثمان بن دولة بن محمد بن بدري بن الحسين بن عرموش بن علي بن سعيد بن بدري بن بدر الدين بن خليل بن حسين بن عبد الله بن إبراهيم الأواه بن يحيى عز الدين بن بشير بن ماجد بن عطية بن يعلى بن دويد بن ماجد بن عبد الرحمن بن القاسم بن إدريس بن جعفر الزكي بن علي الهادي بن محمد الجواد بن علي الرضا بن موسى الكاظم بن جعفر الصادق بن محمد الباقر بن علي زين العابدين بن الحسين بن علي بن أبي طالب.

## خلفية

خارطة منطقة الطوبجي وفيها جامع الحاج زيدان، حيث تلقى أبو بكر شيئاً من علومه الدينية هناك وكان إماماً لذلك الجامع وكان يسكن في شقة قريبة منه

أنهى دراسته الثانوية عام 1991 متأخرا عاما لرسوبه في إحدى السنوات، وحصل على درجات إضافية كان النظام العراقي آنذاك يمنحها ل«أشقاء الشهداء» بوفاة شقيقه الأصغر حين كان جنديًا في الجيش العراقي في عهد صدام حسين. أما البغدادي نفسه فلم يتم قبوله لتأدية الخدمة العسكرية، لأن شهادة صحية صادرة عن جامعته أظهرت أنه يعاني من قصر النظر في العينين.
وبعد إنهائه التعليم الثانوي تقدم البغدادي بطلب الدراسة في جامعة بغداد. وأراد بحسب وثائق إدارة الجامعة دراسة القانون. وكانت رغبته الثانية والثالثة هما علم اللغات وعلم التربية. ولكن درجاته في شهادة الثانوية العامة لم تكن كافية لدخول أحد هذه الفروع الدراسية، فالتحق في نهاية المطاف بكلية الشريعة الإسلامية في جامعة بغداد
حصل منها على البكالوريوس في الدراسات القرآنية. وبعدها على الماجستير في 2002، وتمحورت رسالته حول موضوع تلاوات القرآن الكريم، وبعد ذلك على شهادة الدكتوراه في 2006 في الاختصاص ذاته. وفي عام 2003 تزوج زوجته الأولى في محافظة الأنبار العراقية، كان إماماً لجامع الحاج زيدان في منطقة الطوبجي في بغداد قبل الغزو الأمريكي للعراق، وتلقى شيئاً من علومه الدينية في نفس الجامع، وكان يسكن في شقة قريبة منه، وكان يقال له هناك الملا إبراهيم.

## الخبرات العسكرية
زادت خبرة أبو بكر البغدادي الأمنية والعسكرية على أرض الواقع في فترة خلافته، وتبلورت بوضوح ونضجت أكثر عندما تمّت ممارستها على أرض الواقع، وقد تعرَّضَ لصعوبتها وتضحياتها من خلال الممارسة الواقعية والفعلية من القتال وحروب الكر والفر. حرّض على القتال وصال وجال وقاتل ثم أُسِر ثم خرج، وخاض معارك عديدة، وأسس جماعات وساهم في إنشائها ودعمها، ثم انضم لمجلس شورى المجاهدين في العراق ودولة العراق الإسلامية، حتى أصبح - في الإعلان الرسمي للدولة بتاريخ 16 مايو 2010 - أمير دولة العراق الإسلامية، وما وصل إلى الإمارة الحالية إلا وفق مراحل عديدة. بداية من عمله مع عدد من رفاق دربه ومنهجه على إنشاء جماعة (جيش أهل السنة والجماعة) التي نشطت خصوصًا في محافظات ديالى وسامراء وبغداد، وتولّيه للهيئة الشرعية بها حين استلم أمير القسم الشرعي لهذه الجماعة، وهذه الجماعة فيما بعد بايعت وانضمت لمجلس شورى المجاهدين بعد تأسيسه بأسبوع تقريباً، ومن ثم انضم البغدادي إلى الهيئات الشرعية في المجلس، وكان عضواً في مجلس الشورى، وحتى إعلان دولة العراق الإسلامية، وتسلّمه مهمة المشرف العام على الهيئات الشرعية للولايات وعضويته في مجلس شورى دولة العراق الإسلامية، فضلاً عن دوره الواضح والمؤثر في انضمام جزء من عشائر سامراء وعشيرته وشباب عشيرته في ديالى لمبايعة الدولة، ومع مرور عدة سنوات كان منطقياً أن يحَضره ويجَهزه أبو عمر البغدادي لخلافته.
كان أبو بكر البغدادي المسؤول عن كافة النشاطات العسكرية لتنظيم دولة العراق الإسلامية ووجه وأدار مجموعة كبيرة من الهجمات والعمليات كهجوم 28 أغسطس 2011 على جامع أم القرى الذي أدى لمقتل 6 أشخاص (من بينهم النائب في البرلمان العراقي خالد الفهداوي). وبعد مقتل زعيم تنظيم القاعدة أسامة بن لادن هدد أبو بكر بالانتقام العنيف بسبب وفاته. وأعلن في 5 مايو عن مسؤولية تنظيمه في الهجوم الذي وقع في مدينة الحلة والذي نتج عنه مقتل 24 عسكرياً وإصابة 72 آخرين. في شهرين فقط بين مارس وأبريل أعلن التنظيم عن مسؤوليته عن 23 عملية هجومية في جنوب بغداد بأوامر من أبي بكر البغدادي.
في 15 أغسطس 2011 تم تنفيذ مجموعة من العمليات والتفجيرات في مدينة الموصل، ونتج عنها وفاة 70 شخص. وتعهد التنظيم بتنفيذ 100 عملية أخرى انتقامًا لمقتل أسامة بن لادن.
في 22 ديسمبر 2011 وقعت سلسلة انفجارات بالعبوات الناسفة والسيارات الملغمة ضربت كثير من أحياء بغداد نتج عنها مقتل 63 شخص وإصابة 180 آخرين. وجاء الهجوم بعد أيام قليلة من انسحاب القوات الأمريكية من المنطقة.

## محاولات الاغتيال
في 26 أكتوبر 2006 ضربت طائرة حربية أمريكية مخبأ مشتبه للمسلحين بالقرب من الحدود السورية العراقية في محاولة اغتيال لقتل البغدادي. في ذلك الوقت كان يعرف بأنه شخص بارز في تنظيم القاعدة في العراق. وكان جزءًا من شبكة جهادية في بلدات صغيرة بالقرب من الحدود السورية العراقية. كانت مهمة البغدادي في ذلك الوقت هي تسهيل وترتيب قدوم النشطاء والراغبين في الانضمام إلى صفوف القاعدة من سوريا والسعودية. وأيضًا كشفت بعض الملفات الاستخباراتية أن البغدادي كان مسؤولًا عن ما يسميه تنظيم القاعدة بالمحكمة الإسلامية. على الرغم من تقرير الاستخبارات بأن أبا بكر البغدادي كان موجودًا في ذلك المخبأ وقت تنفيذ الهجوم إلّا أنه لم يُعثَر على جثته. وفي النهاية تبين أنه لم يقتل في ذلك الهجوم وأصبح زعيم دولة العراق الإسلامية عام 2010.

## محاولات الاعتقال
في 2 ديسمبر 2012 ادعى مسؤولون عراقيون أنهم قد ألقوا القبض على البغدادي بعد عملية تجسس وتتبع استمرت لشهرين وقالوا أنهم حصلوا على أسماء وأماكن متعلقة بتنظيم القاعدة. وفي رد على الإدعاء نفى التنظيم صحة هذا البيان. في مقابلة مع قناة الجزيرة قال وزير الداخلية المكلف أن الذي ألقي القبض عليه ليس البغدادي بل هو قائد منطقة تمتد من شمال بغداد وحتى التاجي.

## مقتله
في يوم 26 أكتوبر 2019 قامت القوات الأمريكية بشن غاره شمال غربي سوريا أسفرت عن مقتل البغدادي وفي يوم 27 أكتوبر 2019 أعلن الرئيس الأمريكي دونالد ترامب الخبر في بيان غير اعتيادي من البيت الأبيض. في يوم 31 أكتوبر 2019 عين تنظيم الدولة الإسلامية أبو إبراهيم الهاشمي القرشي زعيماً له خلفاً للبغدادي.

## معرض صور

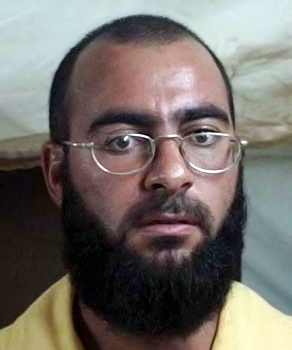
صورة لأبي بكر البغدادي تعود لعام 2004.
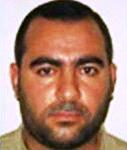
صورة لأبي بكر البغدادي في سجن بوكا أثناء اعتقاله.
صورة نشرتها الداخلية العراقية أواخر يناير 2014 للبغدادي.
صورة للبغدادي عندما ألقى خطبة الموصل الشهيرة في يوليو 2014.

## وصلات خارجية
- أبو بكر البغدادي على موقع IMDb (الإنجليزية)
- أبو بكر البغدادي على موقع مونزينجر (الألمانية)
- من هو أبو بكر البغدادي، جريدة الحياة
- وثائقي بحثاً عن البغدادي